# تفاعل كونغز-كنور
تفاعل كونغز-كنور في الكيمياء العضوية هو تفاعل استبدال محب للنواة (نكليوفيلي) بين هاليد غليكوسيل مع كحول ليعطي الغليكوسيد الموافق. يعد التفاعل من أقدم تفاعلات الغلكزة (تشكيل الغليكوسيد).
ينسب التفاعل إلى الكيميائيين فيلهلم كونغز Wilhelm Koenigs وتلميذه إدوارد كنور Eduard Knorr. قام الكيميائيان بالتوصل إلى هذا التفاعل أثناء إجراء بحثهما على مركب أسيتوبرومو الغلوكوز ومفاعلته مع الكحولات بوجود كربونات الفضة. بعد ذلك نشر هيرمان إميل فيشر وأرمسترونغ نتائج مشابهة.

## آلية التفاعل
يتم التفاعل وفق الآلية التالية: